# Közönséges kutyaszömörcsög
A közönséges kutyaszömörcsög (Mutinus caninus) a szömörcsögfélék családjába tartozó, Európában és Észak-Amerikában elterjedt, kellemetlen szagú gombafaj.

## Megjelenése
A közönséges kutyaszömörcsög termőteste kezdetben egy 2-4 cm hosszú és 1-2 cm széles ún. boszorkánytojás, amely eleinte a felszín alatt, a talajban fejlődik. Külső burka fehéres, puha, ruganyos tapintású, alján micéliumzsinórral kapcsolódik a földhöz. 
A boszorkánytojás egy idő után felreped és hamar (általában néhány óra alatt) kinő belőle a 6-12 cm magas és 0,4-0,8 cm vastag termőtest, amelynek alakja hengeres, többnyire valamennyire meghajlik, vége hegyes. Színe fehéres vagy rózsaszínes-vöröses. Szerkezete szivacsos, belül üreges. Alján sárgásfehér bocskorként megmarad a kezdeti burok. Az érés során a termőtest felső részén (bár elkülönült süvegrésze nincs) sötét olívzöldes, nyálkás, kellemetlen szagú bevonat képződik, ebben fejlődnek ki a spórák. Miután a rovarok (általában legyek) elhordták a nyálkás termőréteget, kilátszik a termőtest narancsvörös csúcsa; ezután hamarosan elbomlik.
A boszorkánytojás húsa a külső burok alatt kocsonyás, íze, szaga nincs. A kifejlődött termőtest szivacsos, törékeny. Szaga kellemetlen, macskaürülékre emlékeztet, de nem olyan erős, mint az erdei szömörcsögé.
A sötét olívzöld glebába ágyazódott spórák halványsárgák. Alakjuk megnyúlt, felületük sima, méretük 4-5 x 1,5-2 µm. 

### Hasonló fajok
Érett formában jellegzetes, boszorkánytojás alakban más szömörcsögökkel (Phallus, Clathrus, Mutinus nemzetségek fajai) téveszthető össze.

## Elterjedése és termőhelye
Európában és Észak-Amerikában honos. Magyarországon nem gyakori.
Inkább humuszos talajú lombos erdők, erdőszélek bolygatott talaján, esetleg korhadó fatuskókon él. A szerves anyagokat bontja. Spóráit a legyek terjesztik, melyeket a szagával vonzza magához. Júniustól októberig terem. 
Éretlen, tojás formában elvileg ehető. Később szaga miatt visszataszító, de nem mérgező. 

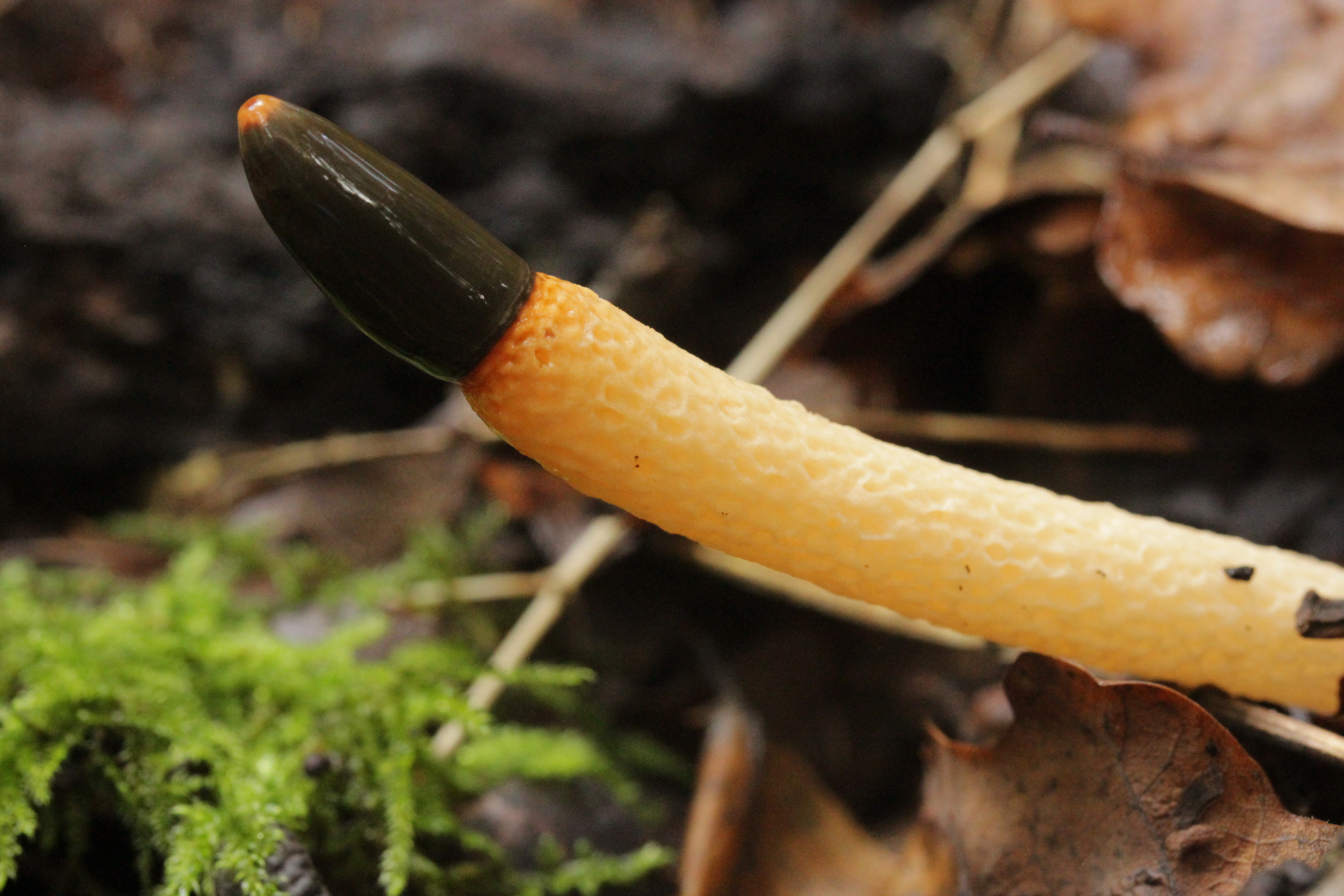
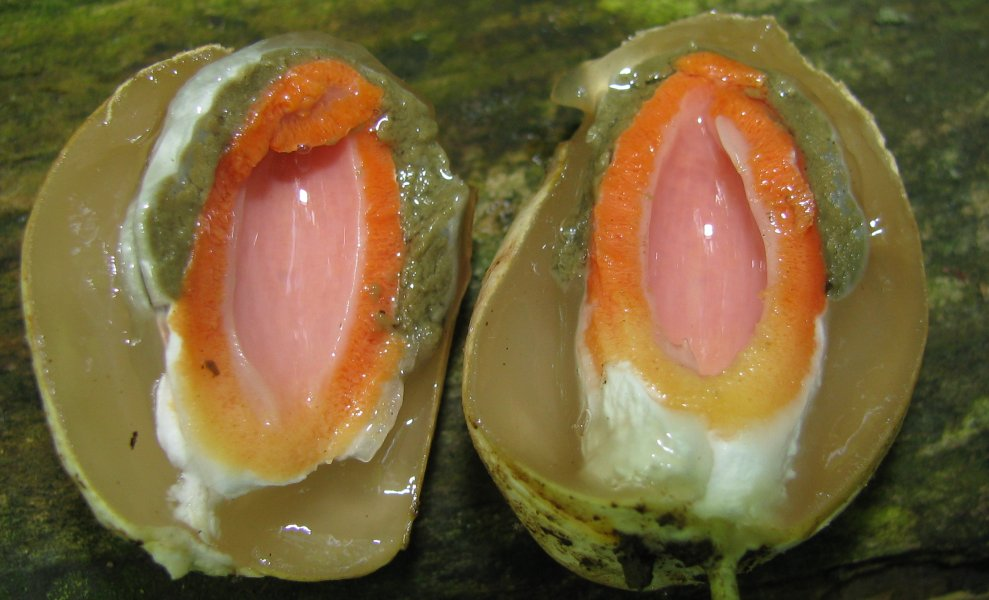
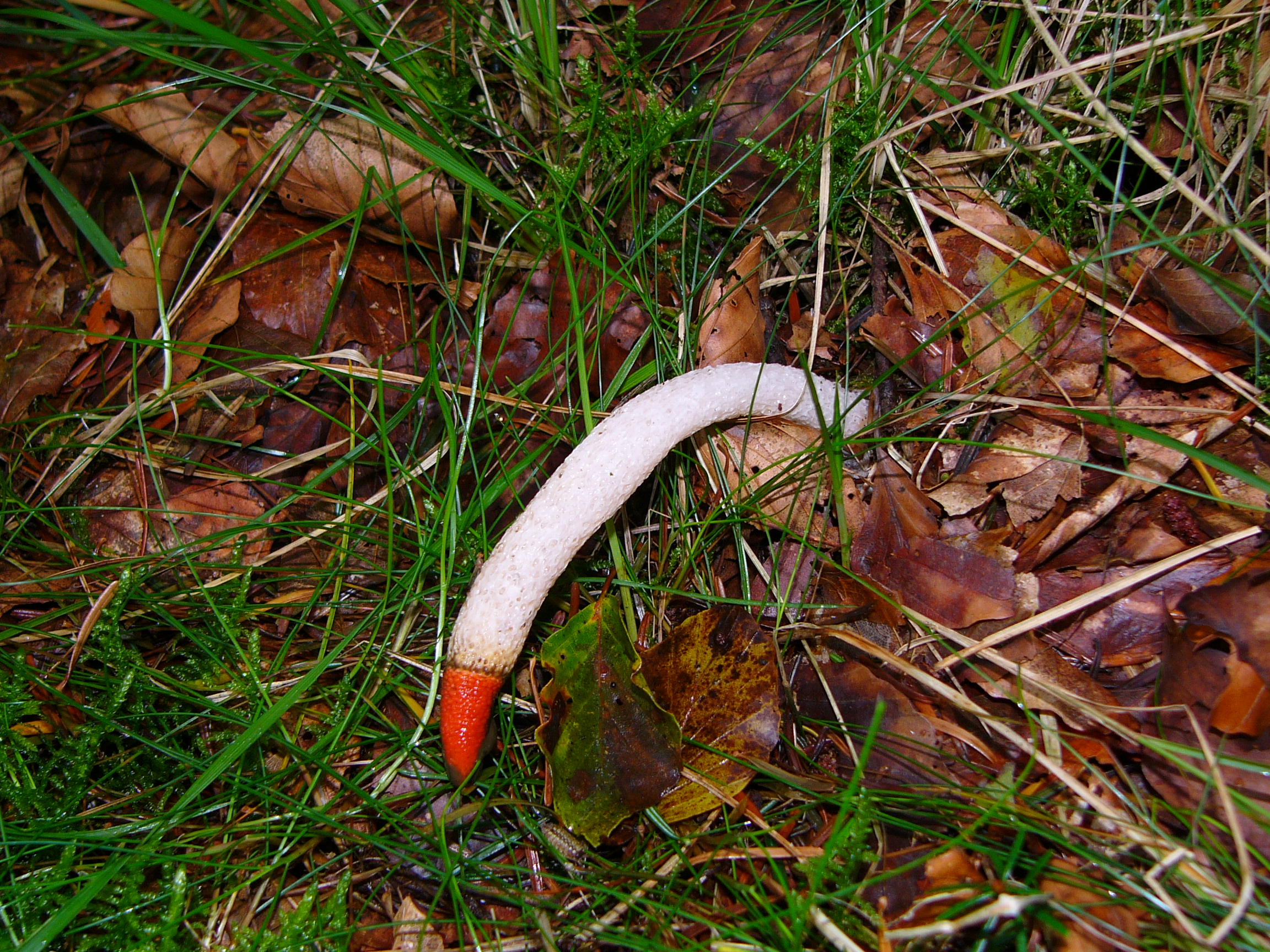
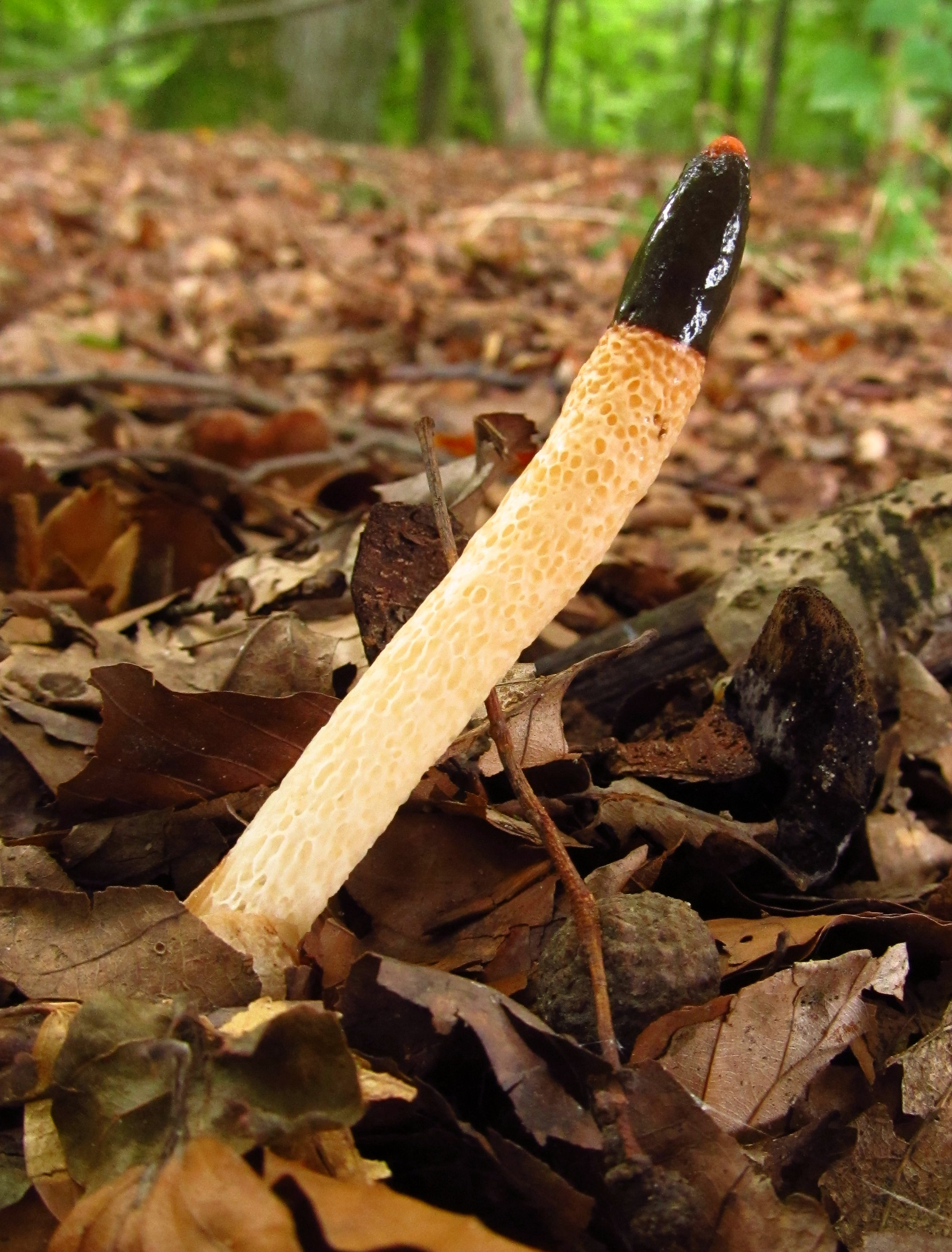
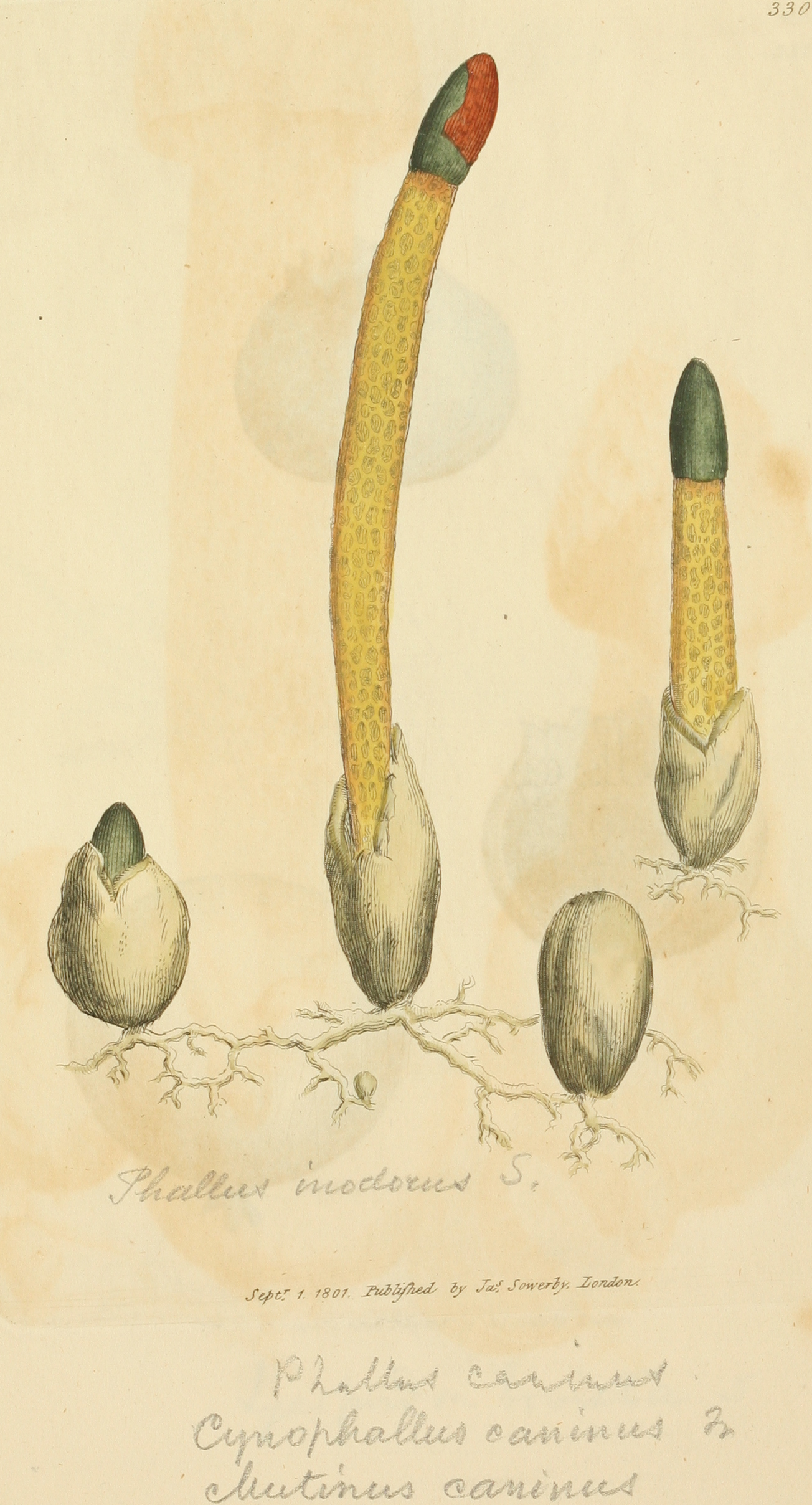